# Iglesia de Ják

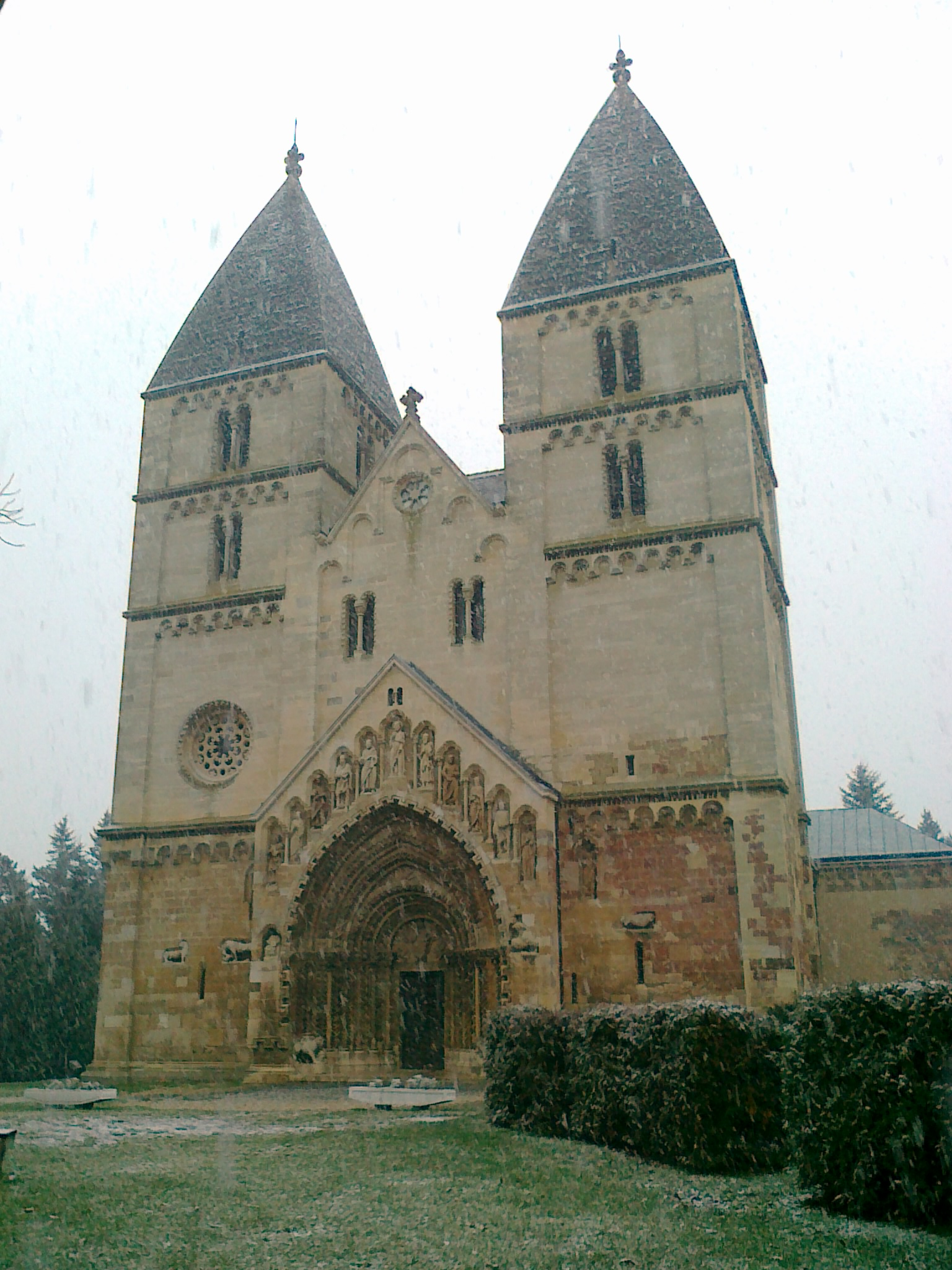
La fachada principal de la iglesia.

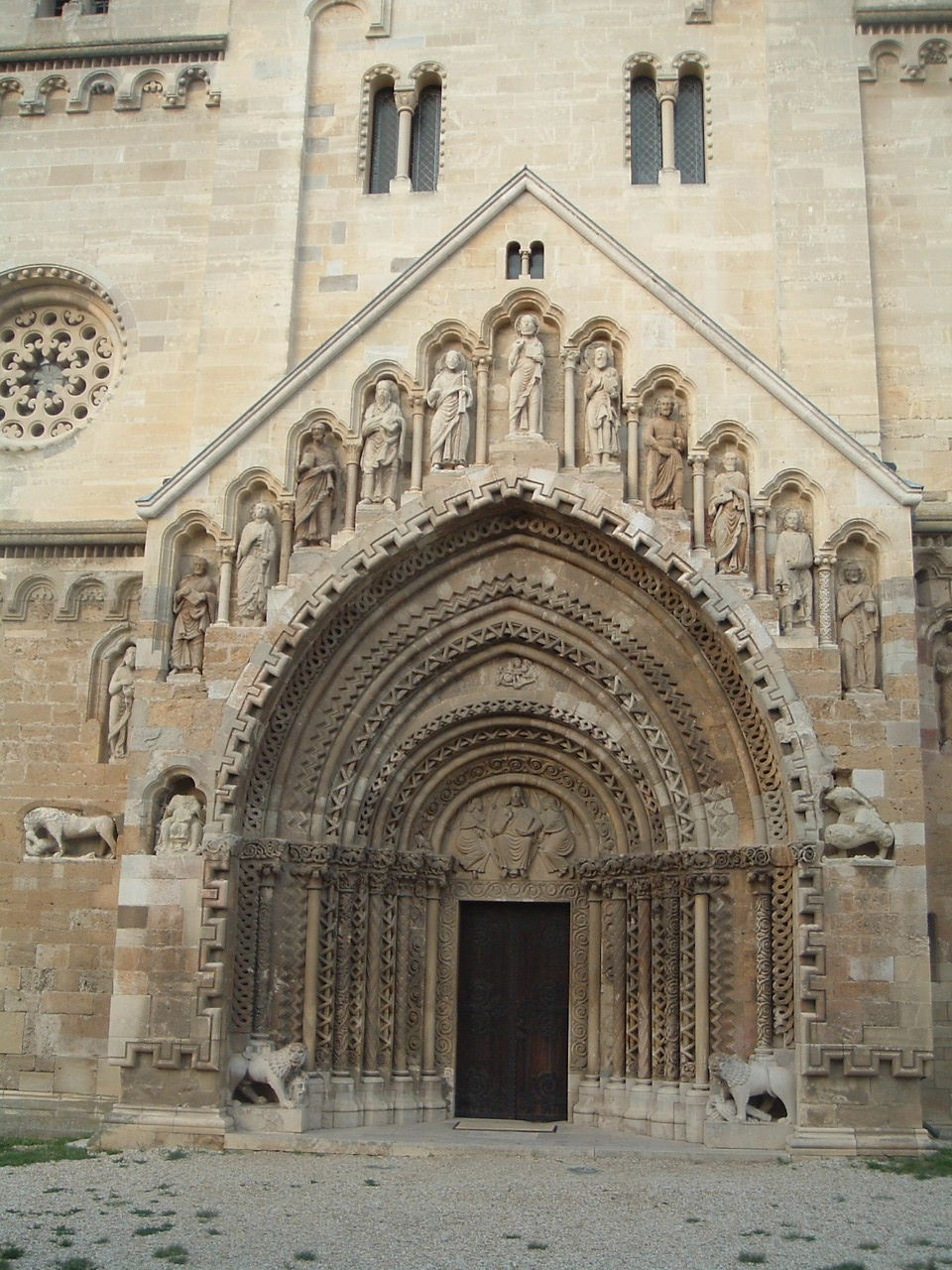
Pórtico principal de la iglesia de Ják

La iglesia de Ják (en húngaro: Jáki templom) es una basílica monumental que sirvió como una antigua abadía de la orden benedictina en el pueblo de Ják, ubicado a 10 kilómetros al sur de la ciudad de Szombathely, en Hungría. Al estar bien conservada, es una de las pocas construcciones religiosas representantes de las iglesias y monasterios medievales en Hungría, considerándose también como una iglesia destacada del estilo arquitectónico románico.

## Historia
Inicialmente se estima según sus características, que fue construida cerca de 1220 bajo el reinado de Andrés II de Hungría y alrededor de 1256 fue santificado a San Jorge. Según escritos, el fundador del templo fue el noble húngaro Martín Nagy de Ják (en húngaro: Jáki Nagy Márton), conocido por su enorme riqueza y poder.
Por otra parte, la época de su construcción también es referida en el documento real de 1235, donde el rey Carlos I Roberto de Hungría le pide al canoco de Vasvár, que decida a quien le corresponde el derecho patronal de la iglesia de Ják. En este documento, se halla escrito con letras grandes que el que ordenó la construcción de dicha estructura fue «Comes Marthinus Magnus», es decir, el anteriormente mencionado Martín Nagy de Ják.
La historia de la iglesia de Ják se desarrolla estrechamente ligada a la del monasterio construido junto a ella. Sus dueños cambiaron en varias ocasiones. En 1455, Bertoldo Elderbach obtuvo la propiedad y luego su hijo la dejó en su testamento a Tomás Bakócz, cuya familia se la entregó posteriormente a los Erdődy.
La vida del monasterio fue decisiva en 1532, pues los turcos otomanos tras invadir la ciudad de Kőszeg avanzaron y cayeron sobre la iglesia y el monasterio de Ják, destruyéndolo considerablemente. En este momento decapitaron las estatuas de la iglesia que se hallaban a una altura accesible. Luego de la retirada de los turcos, los religiosos regresaron, sin embargo luego de 1562 cesó todo tipo de vida en el complejo religiosos. El edificio abandonado fue incendiado por los ciudadanos de Szombathely en 1576, sin embargo se estima que los daños no pudieron haber sido de seriedad, pues fue restaurado entre 1660 y 1666 por el abad Francisco Folnay (en húngaro: Folnay Ferenc).
Las torres fueron restauradas entre 1733 y 1735, cuando se les colocó cascos con forma de cebolla, los cuales no soportaron una tormenta en 1785 y fueron sustituidos de nuevo por cascos de ladrillos. De esta forma, la basílica sufrió y resistió diferentes embates como las invasiones de los turcos otomanos y desastres naturales, luego de las cuales tuvo que ser restaurada en varias oportunidades ya en la época moderna. Su última restauración ocurrió entre 1896 y 1904, según proyecto de Frigyes Schulek.

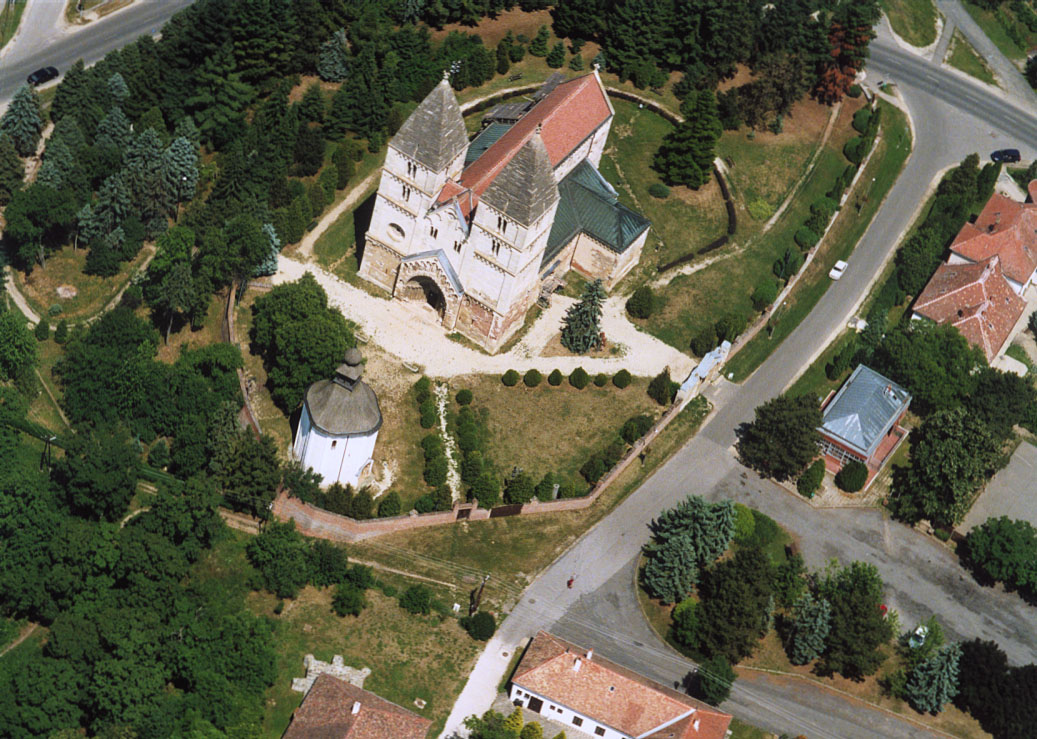
Imagen aérea de la iglesia
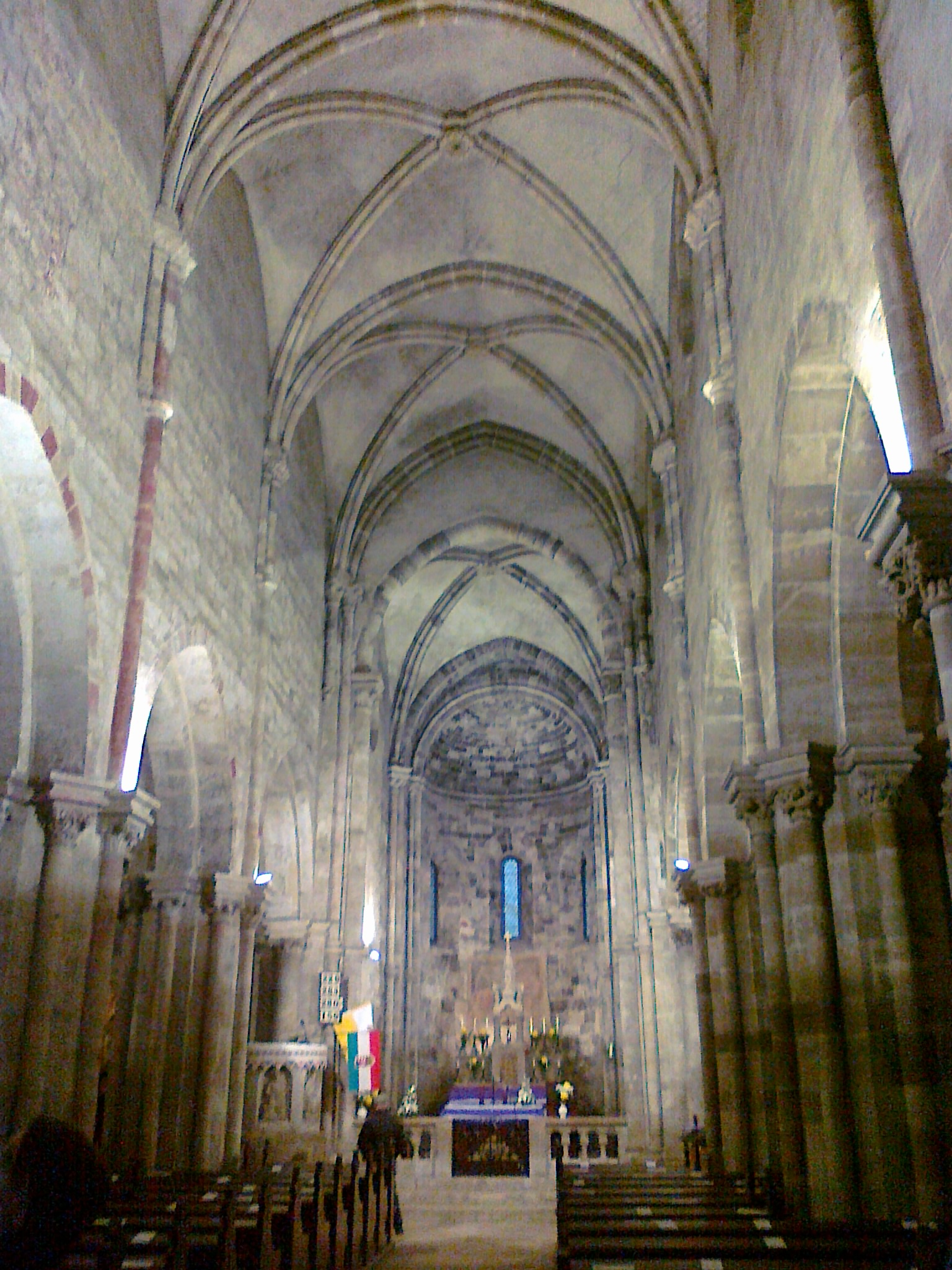
Nave principal de la iglesia
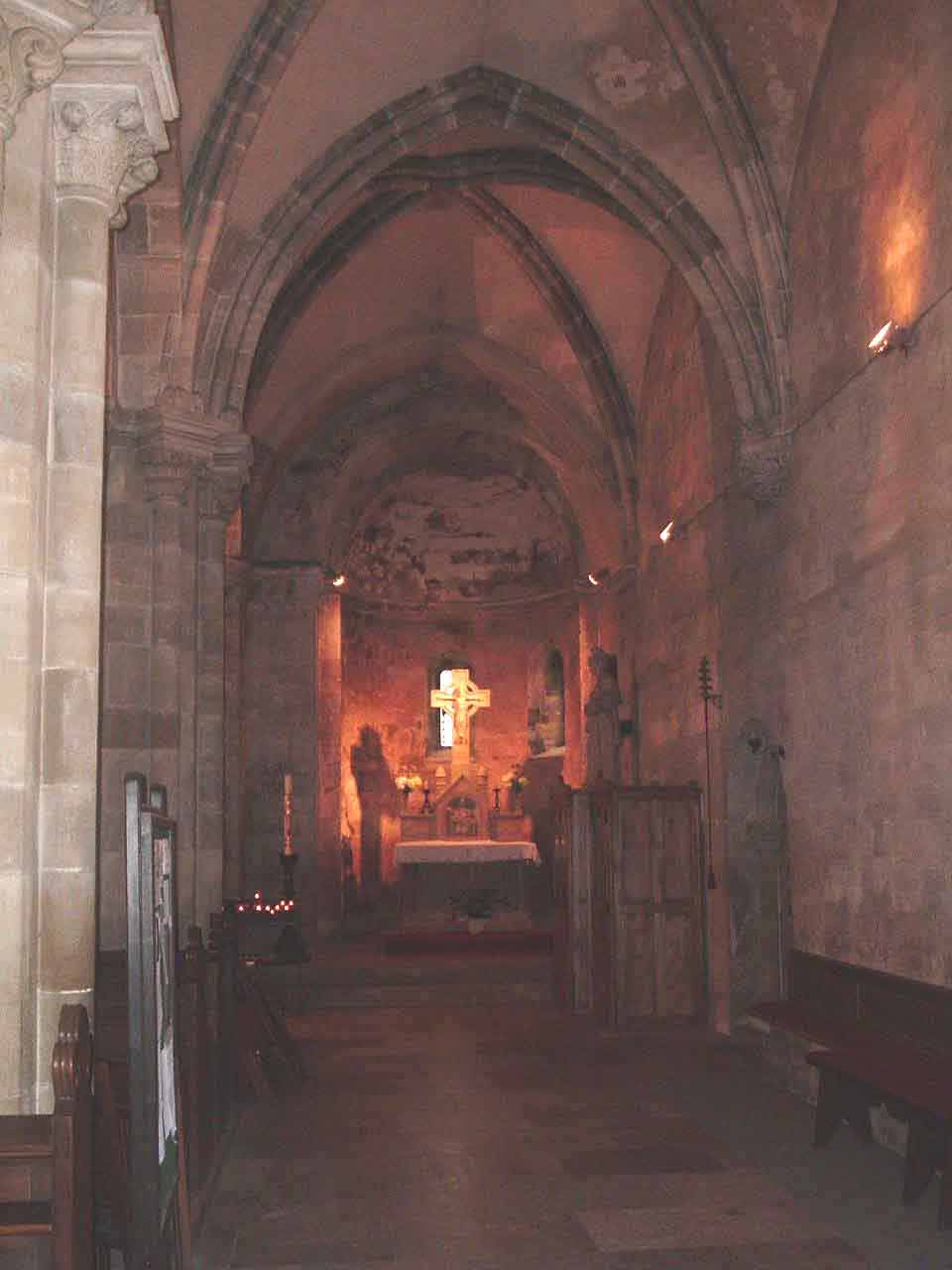
La nave lateral del Sur
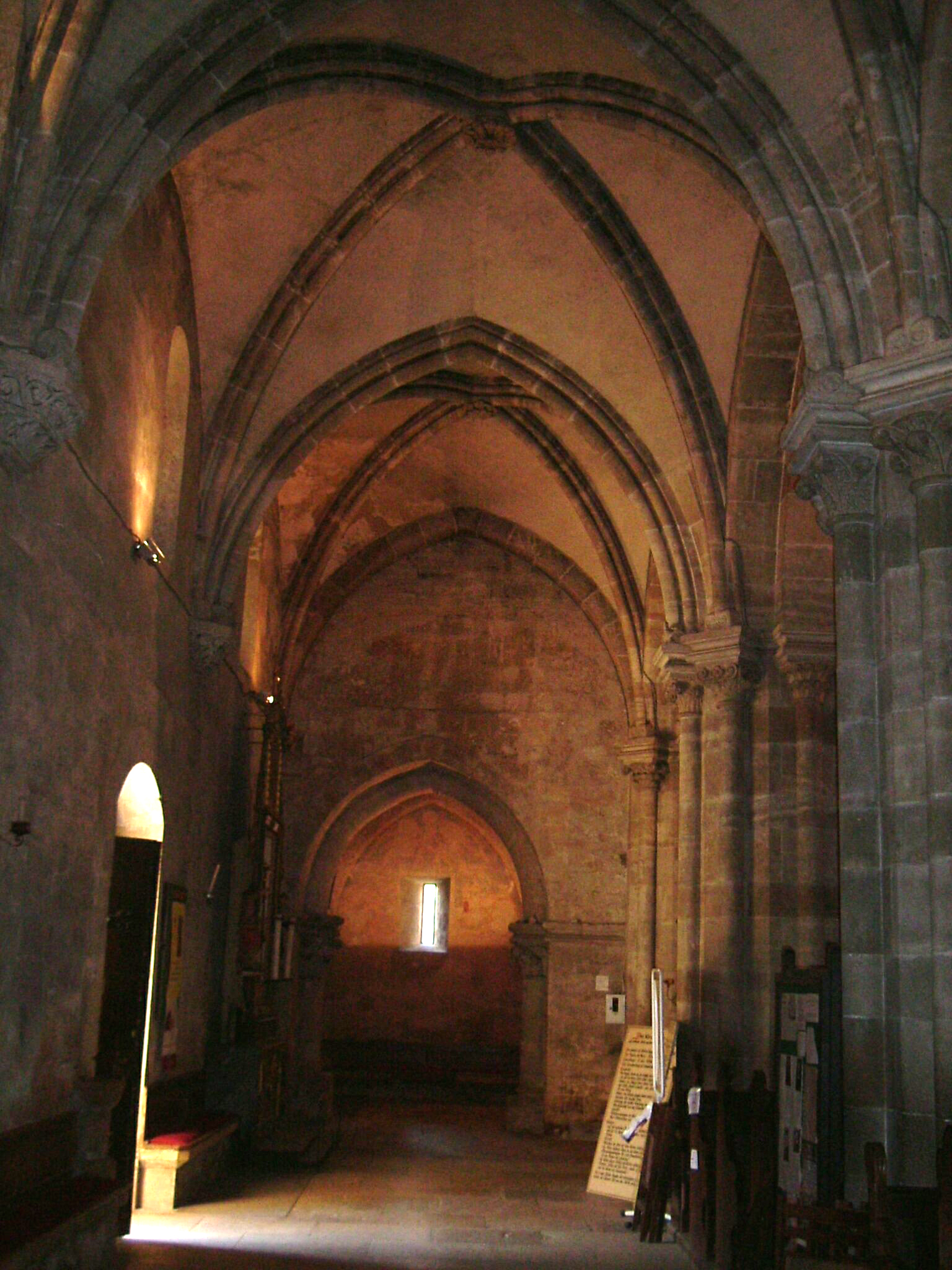
Bóveda de la nave lateral
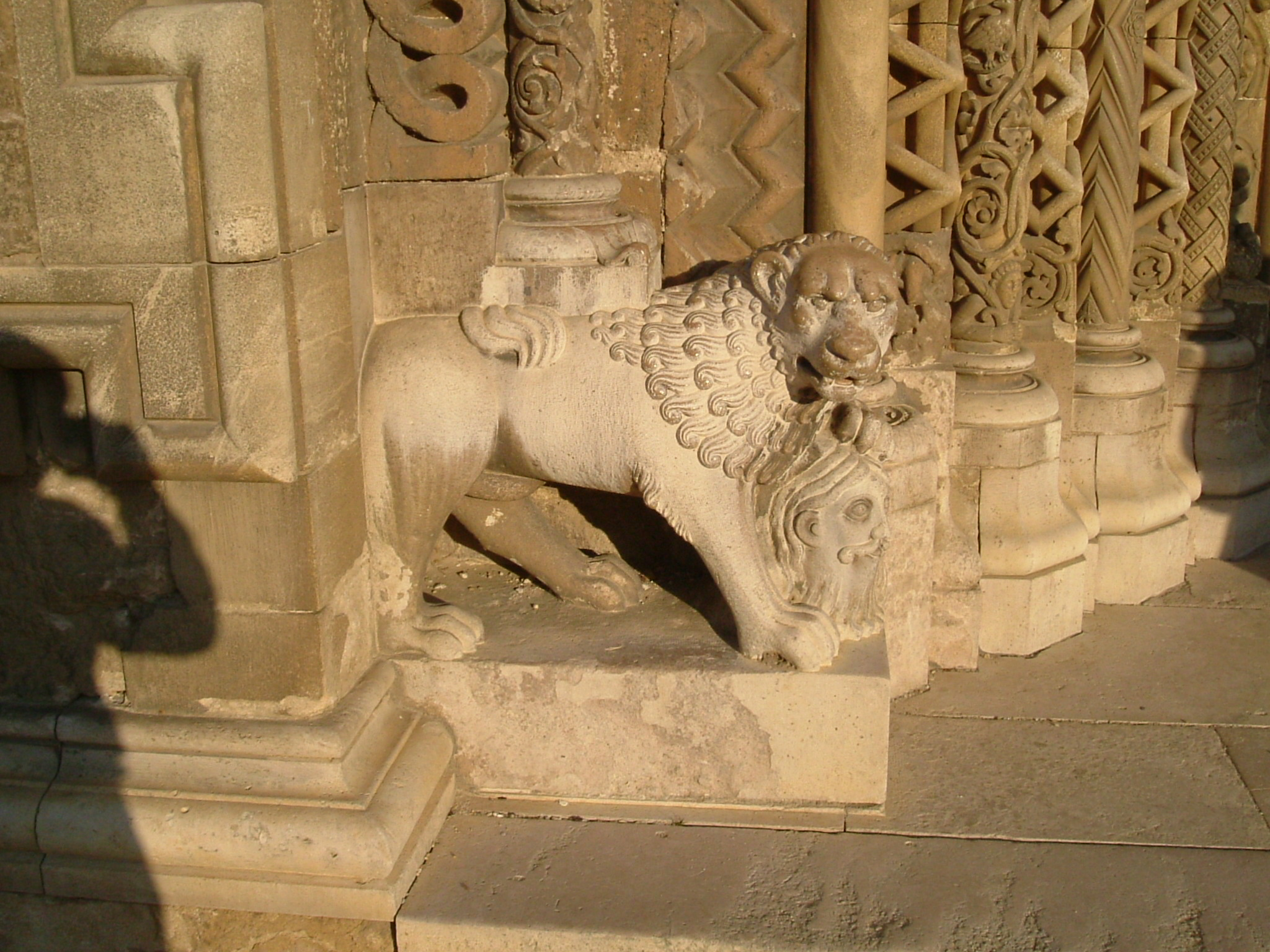
León protegiendo el pórtico
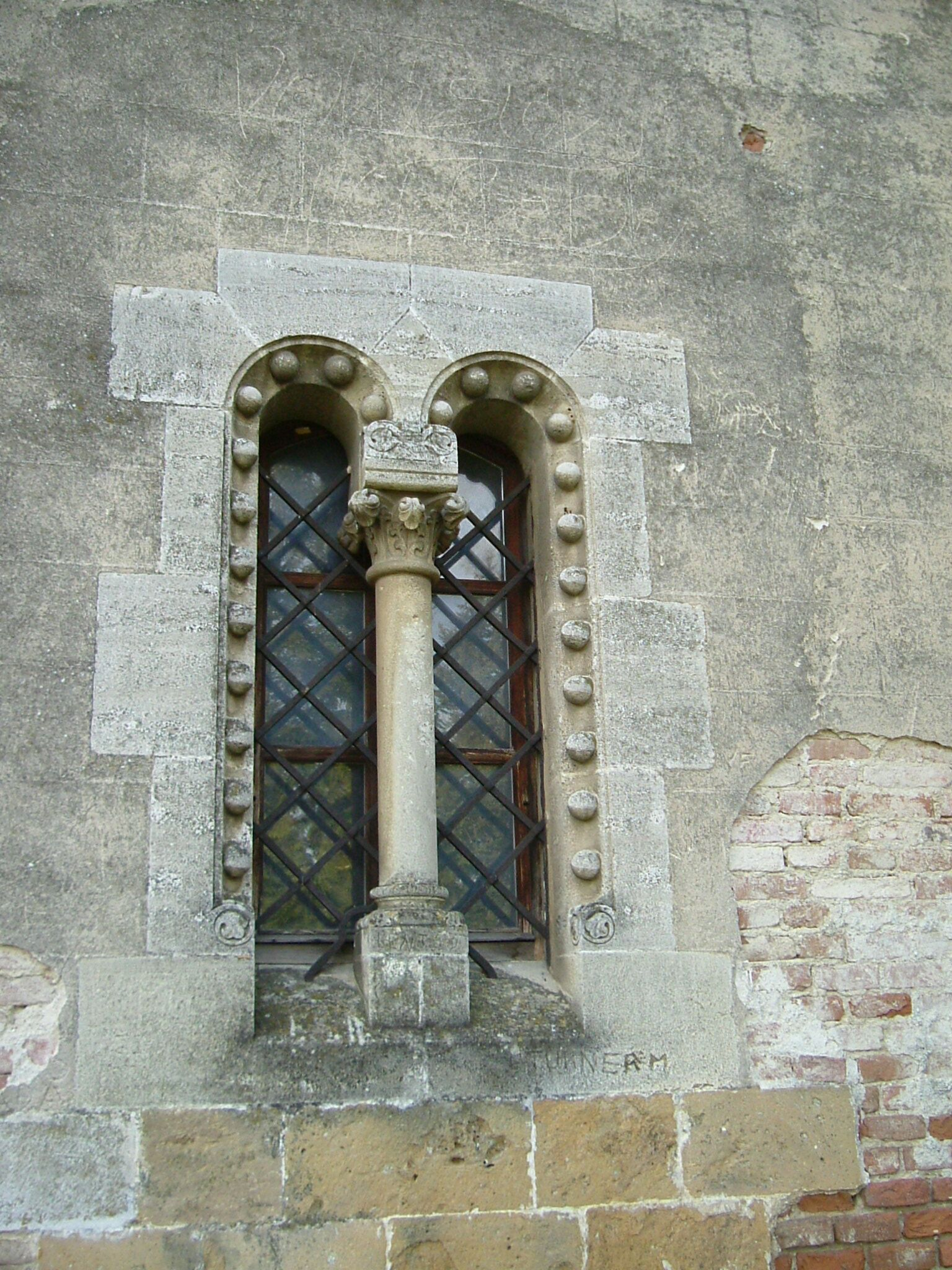
Ventana con partelúz
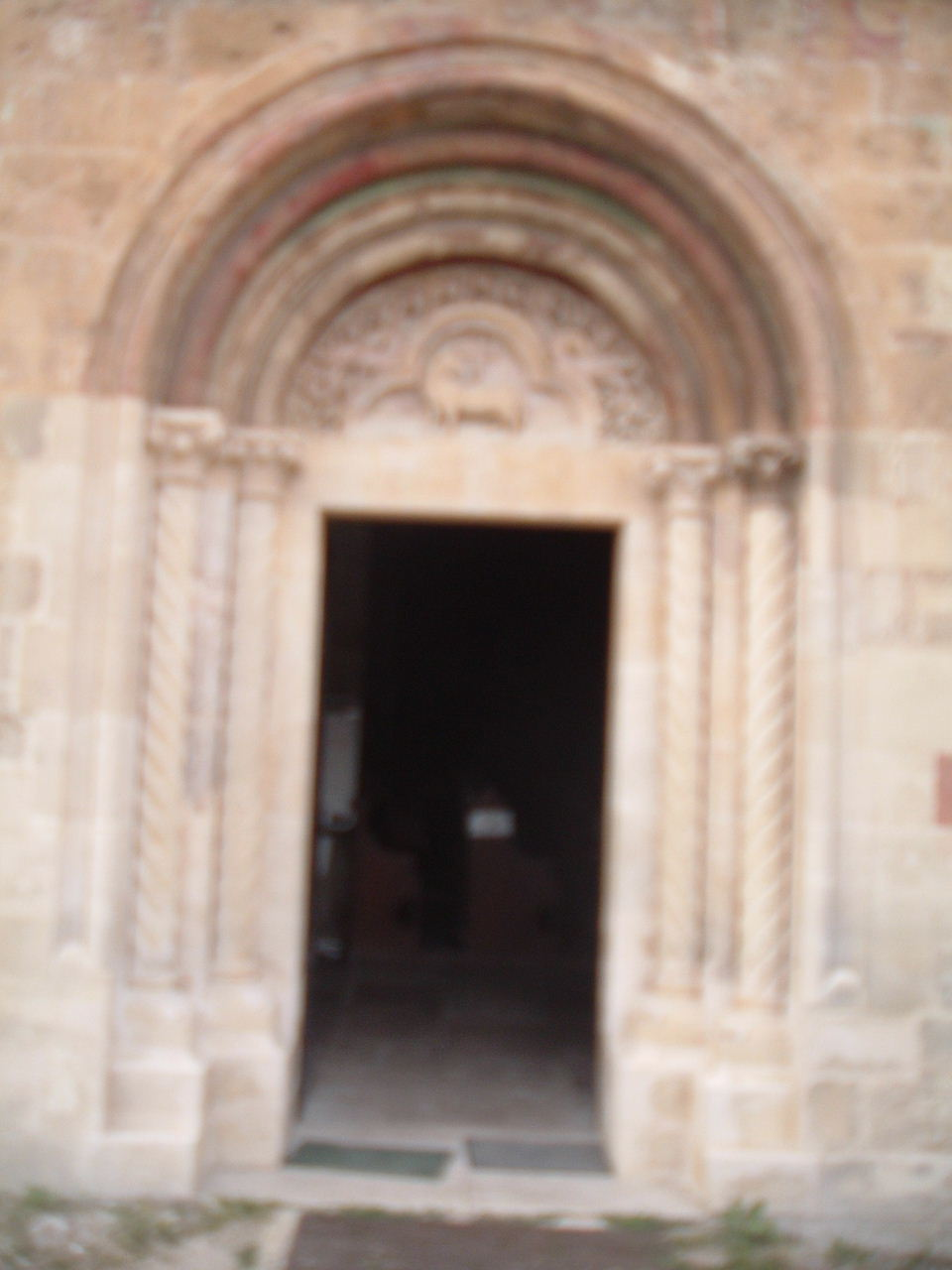
Fachada Sur

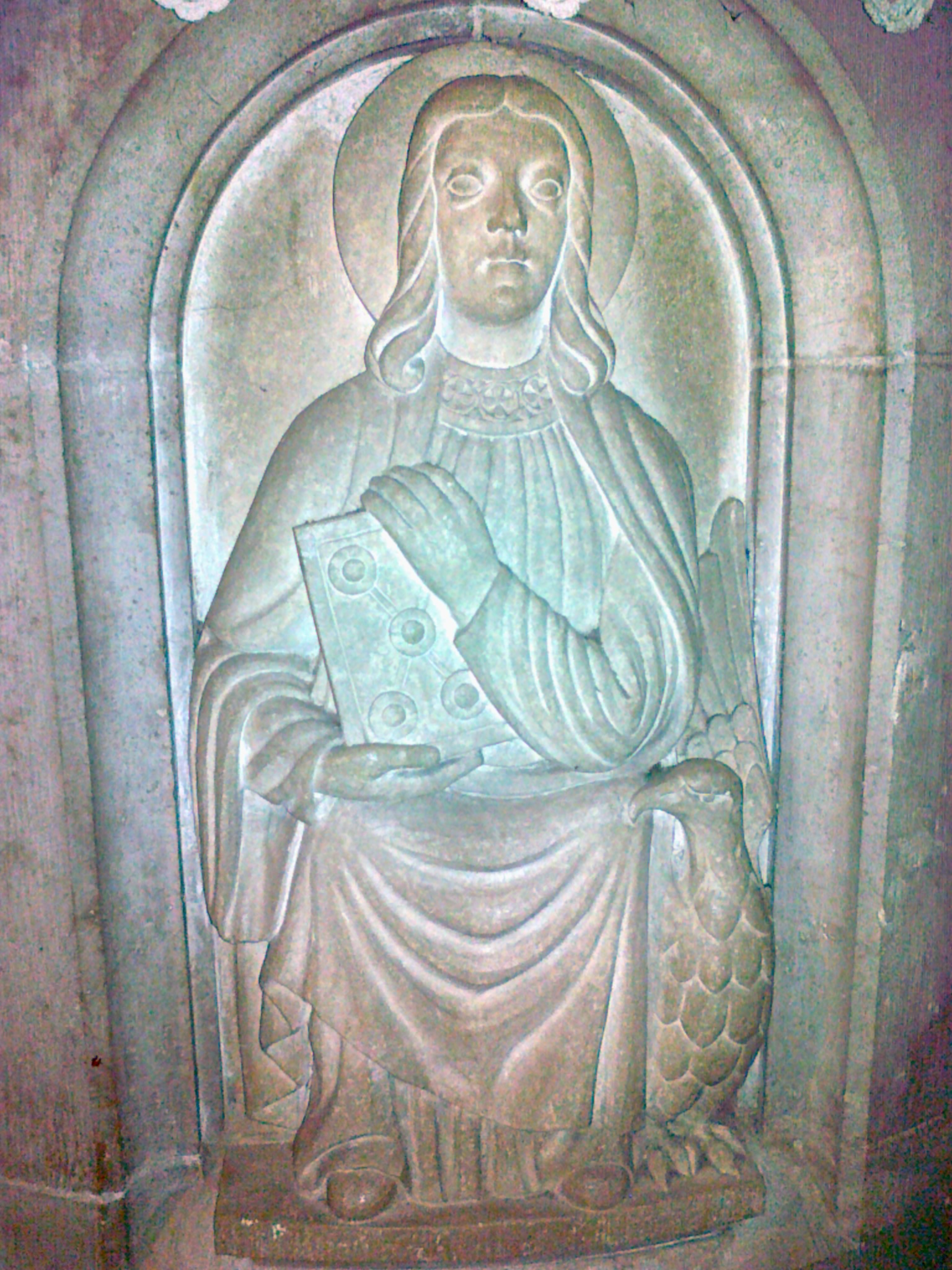
Relieve de san Juan Evangelista
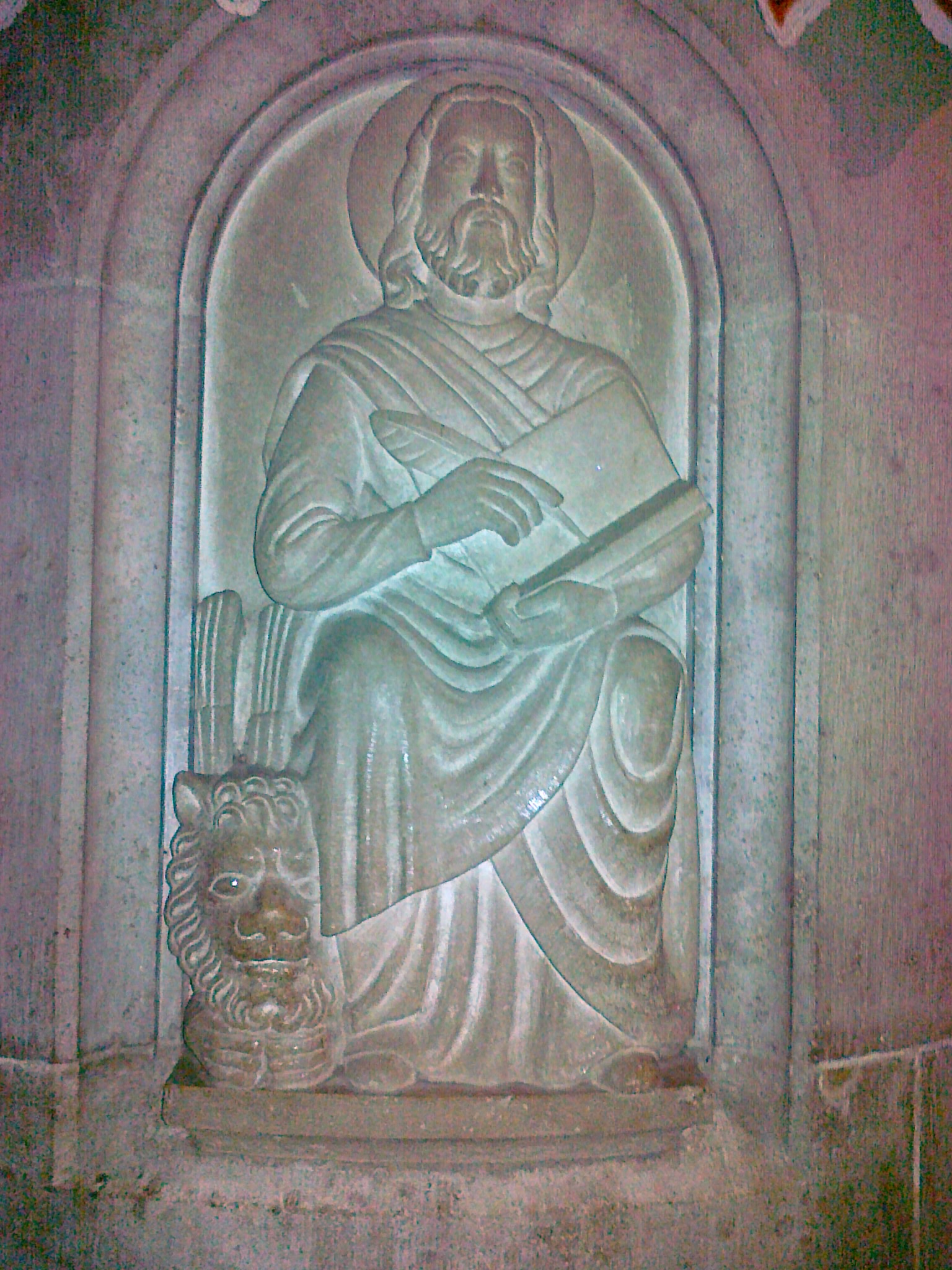
Relieve de san Marcos Evangelista
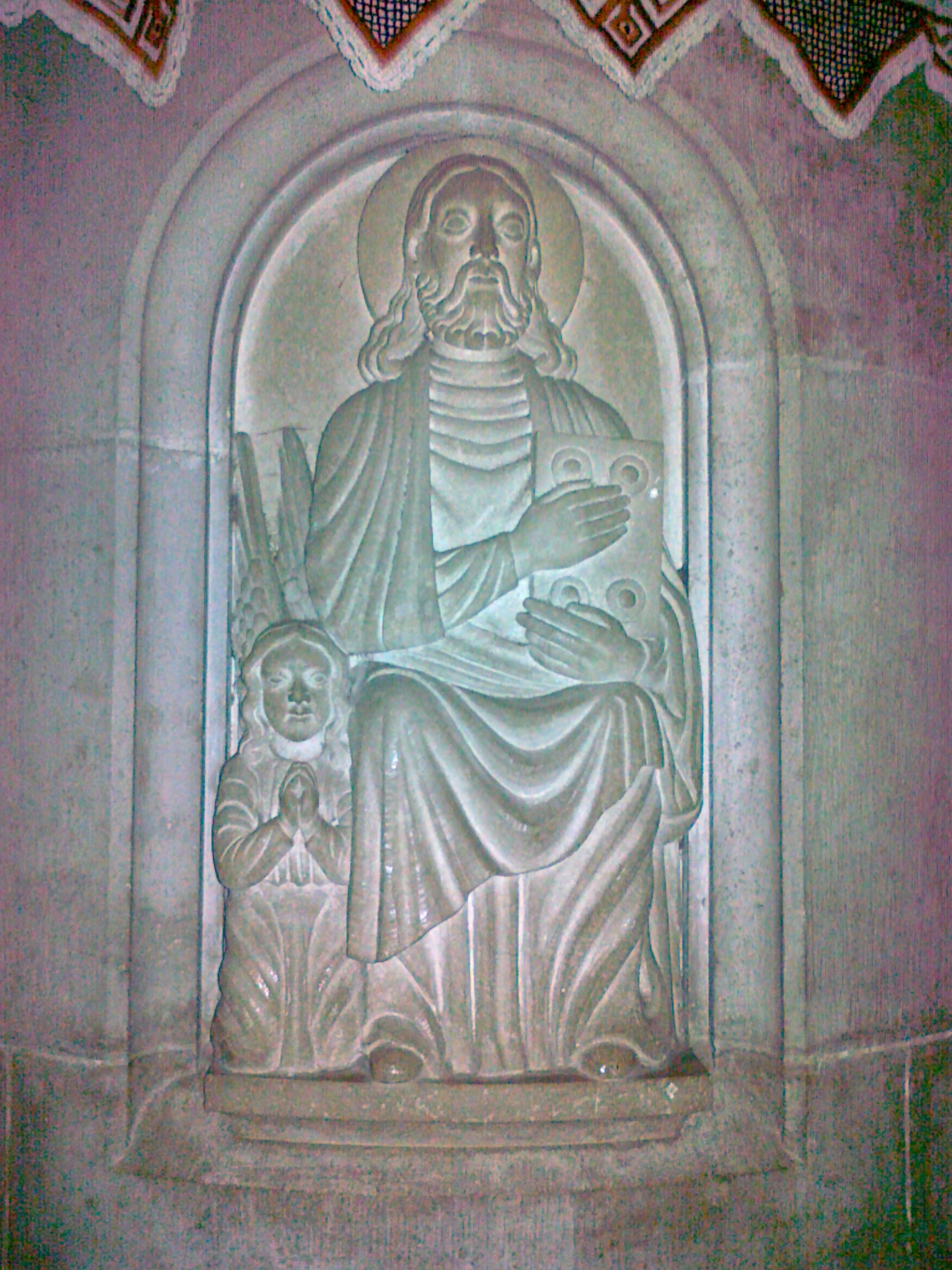
Relieve de san Mateo Evangelista
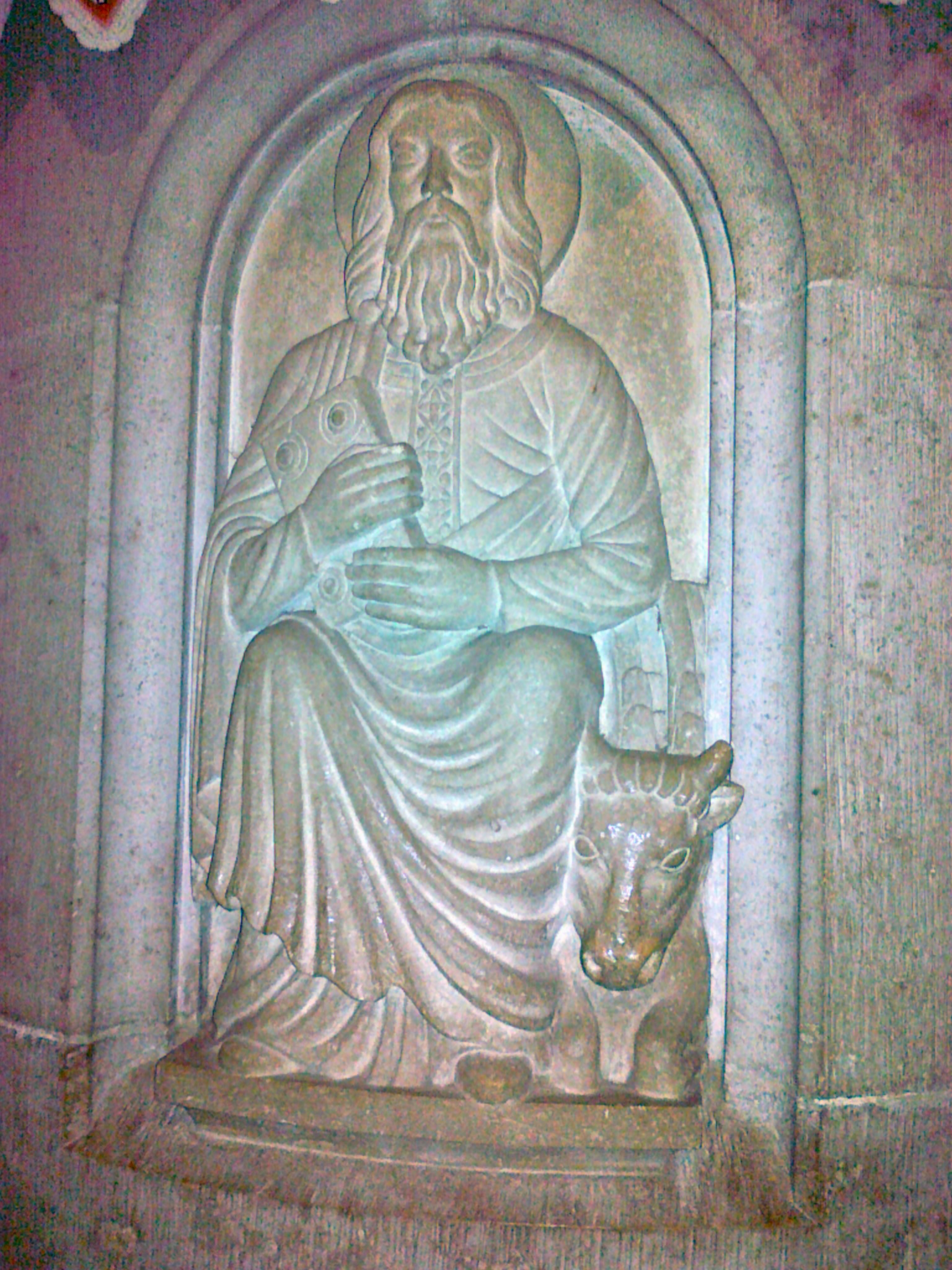
Relieve de san Lucas Evangelista